# Ірина Янович
Ірина Янович (хресне ім'я Марія Анна Дірія Сабіна; 31 грудня 1902, Станиславів — 8 вересня 1982, Львів) — українська монахиня василіянка, учителька, протоігуменя сестер василіянок у 1974—1982 роках.

## Життєпис
Марія Янович народилася 31 грудня 1902 року у Станиславові в сім'ї лікаря-терапевта Володимира Яновича (1869—1931) та дочки повітового судді Михайлини Гайванович. На хрещенні Марія отримала чотири імені Марія Анна Дарія Сабіна. Мала брата і сестру Ксенію. Мати рано померла, тож діти залишилися під опікою батька. Навчалась у німецькій школі в Станиславові, а потім у гімназії при монастирі сестер василіянок у тому ж місті. Вищу освіту здобувала в Ґрацькому та Львівському університетах. У Львівському музичному інституті навчалася гри на фортепіано.
У 1930 році Марія Янович отримала посаду директорки фахової кравецької школи сестер василіянок у Львові, а також викладала українську, німецьку та французьку мови в гімназії сестер василіянок при вул. Длугоша (нині вул. Кирила і Мефодія). У 1931 році вступила до монастиря сестер василіянок у Львові, де на облечинах 28 серпня 1935 року отримала чернече ім'я Ірина. У 1936 році склала перші монаші обіти на руки о. Якима Сеньківського, ЧСВВ, та м. Марти Лесняк, ЧСВВ, ігумені монастиря.
Після приходу радянської влади монастир закрили, а в його приміщеннях помістили культосвітнє училище. Деякий час м. Ірина Янович викладала там музику, а також французьку та німецьку мови. Згодом, звільнившись з роботи, вона давала лише приватні уроки музики й іноземних мов вдома та перекладала духовну літературу з французької і німецької мов. Готувала багатьох дітей і дорослих до прийняття Святих Тайн Сповіді та Причастя. У 1940—1941 роках мати Ірина працювала у відділенні бухгалтерії статистом в обласному управлінні житлово-комунального господарства. У 1944—1945 роках — на посаді друкарки у Львівському державному музичному училищі, згодом, від 1945 до 1947 року, викладала там німецьку мову. Від 1948 до 1956 року працювала в ательє «Художня вишивка» у відділі м'якої іграшки, паралельно навчаючи вдома грецької і латинської мов семінаристів греко-католицької підпільної семінарії. Від 1974 до 1982 року виконувала служіння протоігумені. Її рідна сестра Ксеня Лебедович-Янович, котра вивчала медицину і згодом емігрувала до США намагалась організувати виїзд м. Ірини до США, однак та відмовилася.
Померла 8 вересня 1982 року у Львові. Похована на 68 полі Личаківського цвинтаря в родинній гробниці. Крім неї в гробівці спочивають: її батько Володимир Янович та ще дві сестри ЧСВВ: с. Емелія Волошин (1894—1987) і с. Макарія Керницька (1910—1986).

## Публікації
- Історія Марійського Т-ва пань у Львові (з нагоди 30-ліття істнування) // Календар «Місіонаря» на рік 1934. — Жовква 1933. — С. 99-107.
- Марійська Дружина Пань у Львові 1904—1934 рр. // Пропам'ятна книга першого з'їзду Марійських дружин інтелігентного жіноцтва з приводу 30-ліття існування Марійської Дружини Пань у Львові 1904—1934. — Львів, 1937. — С. 12–22.
- Марійська Дружина і виховання молоді // Пропам'ятна книга першого з'їзду Марійських дружин інтелігентного жіноцтва з приводу 30-ліття існування Марійської Дружини Пань у Львові 1904—1934. — Львів, 1937. — С. 128—136.